# Olivia Gadecki
Olivia Gadecki (* 24. April 2002 in Gold Coast, Queensland) ist eine australische Tennisspielerin.

## Karriere
Gadecki begann bereits als dreijähriges Kind mit dem Tennisspielen. Bis Anfang 2021 spielte sie vorrangig auf der ITF Women’s World Tennis Tour, wo sie bislang drei Titel im Einzel und elf im Doppel gewinnen konnte.
2016 gewann sie den U1-Mädchen-Titel bei den nationalen Australian Championships.
Sowohl 2016 als auch 2018 trat sie bei den Australian Open im Juniorinneneinzel an, verlor aber bereits in der ersten Runde. Im Juniorinnendoppel erreichte sie 2018 mit ihrer Partenerin Megan Smith das Viertelfinale.
2019 gewann sie mit ihrer Doppelpartnerin Megan Smith den Doppelwettbewerb des J1 Traralgon. Bei den Australian Open erreichte sie die zweite Runde im Juniorinneneinzel und abermals zusammen mit Megan Smith das Viertelfinale im Juniorinnendoppel.
Bei den Australian Open 2020 erreichte sie das Achtelfinale sowohl im Juniorinneneinzel als auch zusammen mit ihrer Partnerin Amy Stevens im Juniorinnendoppel.
2021 erhielt sie vom australischen Tennisverband eine Wildcard für die Qualifikation zum Dameneinzel der Australian Open. Bei ihrem ersten Grandslam-Turnier schaffte sie es in die zweite Runde. Anschließend besiegte sie in der zweiten Runde der Phillip Island Trophy 2021 die Weltranglisten-Vierte Sofia Kenin.
2017 war sie Mitglied im Junior-Fed-Cup-Team Australiens.
Im Jahr 2021 spielte Gadecki erstmals für die australische Billie-Jean-King-Cup-Mannschaft; ihre Billie-Jean-King-Cup-Bilanz weist bislang keinen Sieg bei einer Niederlage aus.

## Turniersiege

### Einzel
| Nr. | Datum           | Turnier         | Kategorie | Belag     | Finalgegnerin   | Ergebnis |
| --- | --------------- | --------------- | --------- | --------- | --------------- | -------- |
| 1.  | 2. Mai 2021     | Antalya         | ITF W15   | Sand      | Julija Awdejewa | 6:3, 6:2 |
| 2.  | 29. August 2021 | Vigo            | ITF W25   | Hartplatz | Yuriko Miyazaki | 6:2, 6:4 |
| 3.  | 4. Juni 2023    | Montemor-o-Novo | ITF W40   | Hartplatz | Arina Rodionowa | 6:3, 6:2 |

### Doppel
| Nr. | Datum            | Turnier             | Kategorie      | Belag             | Partnerin              | Finalgegnerinnen                   | Ergebnis           |
| --- | ---------------- | ------------------- | -------------- | ----------------- | ---------------------- | ---------------------------------- | ------------------ |
| 1.  | 3. April 2021    | Scharm asch-Schaich | ITF W15        | Hartplatz         | Elena-Teodora Cadar    | Raphaëlle Lacasse Anna Sisková     | 6:3, 6:4           |
| 2.  | 24. April 2021   | Antalya             | ITF W15        | Sand              | Sada Nahimana          | Lee So-ra Misaki Matsuda           | 6:3, 1:6, [11:9]   |
| 3.  | 11. Juni 2021    | Madrid              | ITF W25        | Hartplatz         | Destanee Aiava         | Mana Ayukawa Han Na-lae            | 6:3, 6:3           |
| 4.  | 17. Juli 2021    | Vitoria-Gasteiz     | ITF W60        | Hartplatz         | Rebeka Masarova        | Celia Cerviño Ruiz Olivia Nicholls | 6:3, 6:3           |
| 5.  | 27. August 2021  | Vigo                | ITF W25        | Hartplatz         | Alicia Barnett         | Conny Perrin Laura Pigossi         | 6:3, 6:2           |
| 6.  | 25. Februar 2023 | Swan Hill           | ITF W25        | Rasen             | Lily Fairclough        | Liang En-shuo Wang Yafan           | 6:3, 6:3           |
| 7.  | 7. Mai 2023      | Wiesbaden           | ITF W100       | Sand              | Jaimee Fourlis         | Emily Appleton Julia Lohoff        | 6:1, 6:4           |
| 8.  | 19. August 2023  | Stanford            | WTA Challenger | Hartplatz         | Jodie Burrage          | Hailey Baptiste Claire Liu         | 7:64, 6:76, [10:8] |
| 9.  | 7. Oktober 2023  | Baza                | ITF W25        | Hartplatz         | Samantha Murray Sharan | Lea Bošković Ángela Fita Boluda    | 7:5, 4:6, [10:4]   |
| 10. | 14. Oktober 2023 | Quinta do Lago      | ITF W40        | Hartplatz         | Heather Watson         | Francisca Jorge Matilde Jorge      | 6:4, 6:1           |
| 11. | 22. Oktober 2023 | Shrewsbury          | ITF W100       | Hartplatz (Halle) | Harriet Dart           | Elena Malõgina Barbora Palicová    | 6:0, 6:2           |
| 12. | 3. März 2024     | Austin              | WTA 250        | Hartplatz         | Olivia Nicholls        | Katarzyna Kawa Bibiane Schoofs     | 6:2, 6:4           |
| 13. | 16. März 2024    | Charleston          | WTA Challenger | Hartplatz         | Olivia Nicholls        | Sara Errani Tereza Mihalíková      | 6:2, 6:1           |
| 14. | 12. April 2025   | Saragossa           | ITF W100       | Sand              | Aldila Sutjiadi        | Aliona Bolsova Ángela Fita Boluda  | 6:4, 6:3           |

### Mixed
| Nr. | Datum           | Turnier         | Kategorie  | Belag     | Partner    | Finalgegner                         | Ergebnis         |
| --- | --------------- | --------------- | ---------- | --------- | ---------- | ----------------------------------- | ---------------- |
| 1.  | 24. Januar 2025 | Australian Open | Grand Slam | Hartplatz | John Peers | Kimberly Birrell John-Patrick Smith | 3:6, 6:4, [10:6] |

## Abschneiden bei Grand-Slam-Turnieren

### Dameneinzel
| Turnier         | 2021 | 2022 | 2023 | 2024 | 2025 | Karriere |
| --------------- | ---- | ---- | ---- | ---- | ---- | -------- |
| Australian Open | Q2   | —    | 2    | 1    | 1    | 2        |
| French Open     | Q1   | Q1   | Q2   | Q3   | 1    | 1        |
| Wimbledon       | —    | Q1   | Q3   | 1    | 1    | 1        |
| US Open         | —    | —    | 1    | Q2   |      | 1        |

Zeichenerklärung: S = Turniersieg; F, HF, VF, AF = Einzug ins Finale / Halbfinale / Viertelfinale / Achtelfinale; 1, 2, 3 = Ausscheiden in der 1. / 2. / 3. Hauptrunde; Q1, Q2, Q3 = Ausscheiden in der 1. / 2. / 3. Qualifikationsrunde; nicht ausgetragen

### Damendoppel
| Turnier         | 2021 | 2022 | 2023 | 2024 | 2025 | Karriere |
| --------------- | ---- | ---- | ---- | ---- | ---- | -------- |
| Australian Open | 2    | —    | 2    | 2    | AF   | AF       |
| French Open     | —    | 1    | —    | —    | 1    | 1        |
| Wimbledon       | —    | —    | —    | 2    | HF   | HF       |
| US Open         | —    | —    | —    | 1    |      | 1        |

### Juniorinneneinzel
| Turnier         | 2016 | 2017 | 2018 | 2019 | 2020 | Karriere |
| --------------- | ---- | ---- | ---- | ---- | ---- | -------- |
| Australian Open | 1    | —    | 1    | 2    | AF   | AF       |
| French Open     | —    | —    | —    | —    | —    | —        |
| Wimbledon       | —    | —    | —    | —    |      | —        |
| US Open         | —    | —    | —    | —    |      | —        |

### Juniorinnendoppel
| Turnier         | 2018 | 2019 | 2020 | Karriere |
| --------------- | ---- | ---- | ---- | -------- |
| Australian Open | VF   | VF   | AF   | VF       |
| French Open     | —    | —    | —    | —        |
| Wimbledon       | —    | —    |      | —        |
| US Open         | —    | —    |      | —        |

## Persönliches
Gadecki hat laut ihrem Profil des Australischen Tennisverbands noch vier Brüder.